# Prix Le Prince-Maurice du roman d'amour
Le prix Le Prince-Maurice du roman d'amour, réservé aux histoires d’amour, est décerné tous les ans dans un hôtel de Maurice, alternativement à un écrivain francophone et anglophone.
Il est, avec le Prix Guanahani du roman d'amour de l'île Saint-Barthélemy, l'un des deux prix attribués par un grand hôtel récompensant les qualités d'écriture et la sensibilité d'un roman d'amour.
En 2007, sa 5e édition met en compétition des romans français. 
Le jury, présidé par Daniel Picouly est composé d’écrivains français (Paule Constant, Marek Halter et Alain Mabanckou) et mauriciens (Kumari Issur, Alain Gordon Gentil et Carl de Souza).

## Lauréats
- 2011 : Sophie Fontanel, Grandir et Kéthévane Davrichewy, La Mer Noire
- 2010 : Julia Gregson, East of the Sun
- 2009 : Catherine Millet, Jour de souffrance
- 2008 : James Meek, We are now beginning our descent (édité en français sous le titre Nous commençons notre descente)
- 2007 : Laurence Tardieu,  Puisque rien ne dure, Stock.
- 2006 : Louise Dean, Becoming Strangers
- 2005 : Lise Blouin, L’Or des fous
- 2004 : Anne Donovan, Buddha Da
- 2003 : Alain Boublil, Les Dessous de soi